# Jane Misme
Jeanne Marie Joséphine Maurice, conocida como Jane Misme, (Valence (Drôme) 21 de marzo de 1865-París, 23 de mayo de 1935) fue una periodista y feminista francesa, fundadora del periódico La Française publicado desde 1906 hasta 1940. Fue miembro del comité ejecutivo de la Unión Francesa para el Sufragio Femenino y del Consejo Nacional de Mujeres Francesas.

## Biografía

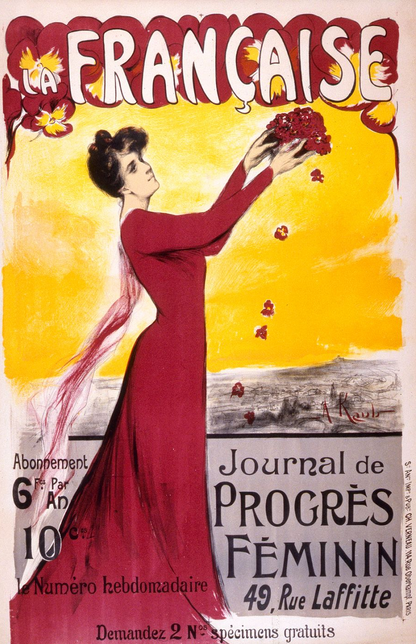
La Française (cartel de 1906).

Jeanne Maurice nació en 1865 en el seno de una familia protestante de la pequeña burguesía de Valence. Su padre era profesor en la Escuela Normal y su madre pertenecía a una familia de campesinos de Ardeche. Jeanne está interesada por la literatura, desea ser profesora pero su madre, anclada en las tradiciones desea para ella un marido y una familia. A los siete años va a la escuela de niñas de las Hermanas de San Vicente. Jeanne estudia a escondidas y apoyada discretamente por su padre logra a los 20 años logra aprobar el examen que le capacita para dar clases en enseñanza primaria.
En 1888 se casa con el arquitecto lionés Louis Misme. Su determinación a escapar a un destino tradicional femenino le lleva a elegir un marido intelectual abierto al mundo del espíritu y las aspiraciones de su esposa. En 1889 nace su única hija, Clotilde. En 1893 la pareja se instala en París tras el fracaso de la empresa familiar de Lyon. Jeanne conocerá entonces al periodista Francisque Sarcey y a la activista sufragista Jeanne Schmahl que la llevarán a las dos actividades indisociables de su vida, el periodismo y el feminismo.

### Primeros pasos en el periodismo
Jane Misme ejerció el periodismo a los treinta años. Decidida a buscar empleo a causa de las dificultades financieras se plantea iniciar un curso de literatura para chicas y a principios de 1894 busca consejo en Francisque Sarcey, periodista de Le Figaro y Le Temps, reputado crítico teatral del que sigue sus conferencias y se hace amiga. Se convierte en su secretaria, se forma en crítica teatral y se lanza a la escritura. Él le ayuda a publicar sus primeros trabajos en la prensa, en La Vie théâtrale, L'Écho de Neuilly y Le Figaro. Es Sarcey quien le aconseja anglicanizar el nombre y adopta el nombre de Jane Misme que utilizará a partir de entonces para firmar sus escritos. Entre 1895 y la muerte de Sarcey en 1899 ambos colaboran en un trabajo de análisis de artículos y libros que le permite a Jane conocer el oficio de periodista.
De 1896 hasta 1906 publicó en Le Figaro, Le Matin y La Revue de Paris . Sus artículos se centran en temas como el papel social de la mujer en el pasado y los nuevos horizontes. Además fue crítica teatral en La Fronde, periódico fundado por la feminista Marguerite Durand en 1897 y L'Action de 1903 a 1905. Es la primera mujer en Francia en ejercer crítica teatral en los periódicos.

### La Française
La Fronde dejó desapareció en 1905, Jane Misme lanzó al año siguiente, el 21 de octubre de 1906 otra publicación para llenar el vacío: el semanario de cuatro páginas La Française . El periódico contó entre sus cofundadoras con Mathilde Méliot, directora de Le Monde Financier y Marguerite Durand. Germaine Dulac fue también una colaboradora habitual escribiendo retratos literarios entre 1906 y 1908 y crítica teatral entre 1908 y 1913. La revista es propiedad de sus autores agrupados en una cooperativa. Esta estructura principal, que lleva el nombre de "Cercle de la Française", quiere ser una "casa de acción práctica y moral para todos los intereses femeninos". A diferencia del periódico La Fronde, Jane Misme también acepta a los hombres como colaboradores, pero rechaza la apertura de las columnas del periódico a debates políticos o religiosos. En 1908, escribió que La Française se oponía a «manifestaciones públicas violentas» de reivindicación, considerándolas incompatibles con los valores de su círculo.

### Activista en organizaciones feministas
En su lanzamiento La Française pretende ser una referencia de prensa para los distintos movimientos feministas republicanos. El periódico se convirtió principalmente en el órgano oficial del Consejo Nacional de Mujeres Francesas (CNFF), al que pertenecen muchas asociaciones de mujeres y del que la propia Jane Misme forma parte. El Consejo fue lanzado el 18 de abril de 1901 con el apoyo de muchas personalidades del feminismo. Jane Misme es presidenta de la sección de prensa, letras y artes y delegada de estas funciones en el Consejo Internacional de Mujeres.
En 1908 interviene en el Congreso nacional de derechos civiles y del sufragio de las mujeres que se celebra en País con un informe reclamando el acceso de las mujeres a ser tutoras, curadoras y miembros de los consejos de familia. Asume también la vicepresidencia del Congreso permanente del feminismo internacional que se crea en el mismo año. En 1909 es cofundadora junto a Jeanne Schmahl de la Unión Francesa para el Sufragio Femenino de la que será primero secretaria y después vicepresidenta hasta el final de sus días.
Jane Misme forma parte de la tendencia reformista del feminismo francés. Su feminismo se basa en la justicia y en el deseo de corregir la desigualdad entre los sexos y sus causas. En la lucha sufragista se posiciona frente a las "nuevas formas de lucha" de las sufragistas francesas que toman como modelo a las suffraguettes inglesas y en su caso particular se inspira en las obras de John Stuart Mill y en las del filósofo humanista francés Jean Finot.
Al igual que otras feministas, Jane Misme durante Primera Guerra Mundial, (19014-1918) adoptando una actitud chovinista, aglutinando la Unión Sagrada. Ella así declara «En tanto que haya guerra las mujeres del enemigo serán nuestro enemigo». El periódico sigue apareciendo pero en un formato cada vez más reducido. A raíz de problemas de salud, Jane Misme dejó su dirección en 1922 a Julie Siegfried, presidenta del Consejo Nacional de Mujeres Francesas. En 1926, el periódico pasó a manos de la Union française pour le suffrage des femmes y su presidenta, Cécile Brunschvicg .
Después de la guerra, fue vicepresidenta de la Unión Francesa para el Sufragio Femenino y se presentó «con el objetivo de hacer propaganda» a las elecciones municipales de 1925.
Con motivo de la Exposición Internacional de Prensa de 1928 en Colonia, Jane Misme compiló un álbum de 26 retratos de mujeres periodistas: Periodistas francesas y colegas feministas.

## Archivos
La Biblioteca Marguerite-Durand, del distrito 13 de París, mantiene un archivo dedicado a Jane Misme.

## Publicaciones Seleccionadas
- Jane Misme (1900). Les Héroïnes historiques au théâtre Charlotte Corday. p. 10.
- Jane Misme (1909). Pour le suffrage des femmes ... Par la française. p. 40.
- Jane Misme (1917). Les derniers maitres d'Urville.
- Jane Misme (1928)  Journalistes françaises et confrères féministes.